# Rivière Whetstone
Pour les articles homonymes, voir Whetstone (homonymie).
La rivière Whetstone est un affluent de la rivière Palmer dont le courant se déverse successivement dans la rivière Bécancour, puis sur la rive-sud du fleuve Saint-Laurent.
La rivière Whetstone coule dans la municipalité de Saint-Pierre-de-Broughton, dans la municipalité régionale de comté (MRC) de les Appalaches, dans la région administrative de Chaudière-Appalaches, au Québec, au Canada.

## Géographie
Les principaux bassins versants voisins de la rivière Whetstone sont :
- côté nord : rivière Palmer Est ;
- côté est : rivière Palmer Est ;
- côté sud : rivière Palmer ;
- côté ouest : rivière Palmer.

La rivière Whetstone prend sa source sur le versant nord-est de la "Montagne du Neuf" dans la municipalité de Saint-Pierre-de-Broughton, à 4,5 km à l'est du village et près de la route du 9e rang.
À partir de la zone de tête (route du 9e rang), la rivière Whetstone coule sur 9,2 km répartis selon les segments suivants :
- 2,0 km vers le nord-ouest, jusqu'à un pont routier ;
- 4,7 km vers l'ouest, jusqu'au pont routier du 11e rang, situé au village de Saint-Pierre-de-Broughton ;
- 2,5 km vers l'ouest, en passant au sud du village de Saint-Pierre-de-Broughton, jusqu'à sa confluence.

La rivière Whetstone se déverse sur la rive est de la rivière Palmer dans la municipalité de Saint-Pierre-de-Broughton. Sa confluence est située à 1,1 km en amont d'un pont routier du 15e rang et à 0,6 km en aval du pont routier du 16e rang, situé au sud-ouest du village de Saint-Pierre-de-Broughton.

## Toponymie
Le toponyme "rivière Whetstone" a été officialisé le 5 décembre 1968 à la Commission de toponymie du Québec.